# Тхеригатха
Тхеригатха — девятая книга Кхуддака-никаи, представляющая собой сборник коротких стихов просветленных монахинь (бхиккуни тхери) о стараниях и достижениях на пути к архатству. Книга состоит из 73 стихов, сгруппированных в 16 глав и объединяющих 522 строфы. Тхеригатха содержит ряд текстов, утверждающих мысль о равенстве женщин с мужчинами в контексте религиозного достижения.
Первый перевод на английский язык был опубликован Каролиной Августой Фоли в 1909 году, полный перевод осуществлён К. Р. Норманом, опубликован ОПТ в 1969 году.
Русские переводы фрагментов Тхеригатхи (отдельные цельные произведения ) печатались в книгах «Поэзия и проза Древнего Востока» (М. 1970) и «Милиндапаньха» (М. 1989).
Основной массив текстов Тхеригатхи отличают высокие художественные достоинства.

## Состав
1. Эканипато
2. Дуканипато
3. Тиканипато
4. Чатуканипато
5. Панчаканипато
6. Чхакканипато
7. Саттаканипато
8. Аттхаканипато
9. Наваканипато
10. Экадасанипато
11. Двадасанипато
12. Соласаканипато
13. Висатинипато
14. Тимсанипато
15. Чатталисанипато
16. Маханипато